# Liste der FFH-Gebiete in Berlin
Die Liste der FFH-Gebiete in Berlin zeigt die nach der Fauna-Flora-Habitat-Richtlinie der europäischen Union geschützten und gemeldeten Gebiete des deutschen Bundeslandes Berlin.
Teilweise überschneiden sie sich mit nach nationalem Recht geschützten Natur- und Landschaftsschutzgebieten.

## Liste
| Bezeichnung des Gebietes             | Bild           | Landesinterne Kennung | EU-Gebietsnummer | WDPA      | Fläche in Hektar | Koordinaten | Beschreibung |
| ------------------------------------ | -------------- | --------------------- | ---------------- | --------- | ---------------- | ----------- | ------------ |
| Pfaueninsel                          | weitere Bilder | FFH-01                | 3544-301         | 555518906 | 88,34            | Position    | Gebietsdaten |
| Grunewald                            | weitere Bilder | FFH-02                | 3545-301         | 555518911 | 1591,67          | Position    | Gebietsdaten |
| Spandauer Forst                      | weitere Bilder | FFH-03                | 3445-301         | 555579327 | 1347,32          | Position    | Gebietsdaten |
| Tegeler Fließtal                     | weitere Bilder | FFH-04                | 3346-301         | 555518778 | 377,36           | Position    | Gebietsdaten |
| Falkenberger Rieselfelder            |                | FFH-05                | 3447-301         | 555518842 | 88,07            | Position    | Gebietsdaten |
| Wilhelmshagen-Woltersdorfer Dünenzug | weitere Bilder | FFH-06                | 3548-302         | 555518915 | 187,00           | Position    | Gebietsdaten |
| Müggelspree-Müggelsee                | weitere Bilder | FFH-07                | 3548-301         | 555518914 | 1679,82          | Position    | Gebietsdaten |
| Zitadelle Spandau                    |                | FFH-08                | 3445-302         | 555518838 | 0,44             | Position    | Gebietsdaten |
| Wasserwerk Tegel                     |                | FFH-09                | 3445-303         | 555518839 | 0,73             | Position    | Gebietsdaten |
| Wasserwerk Friedrichshagen           |                | FFH-10                | 3547-301         | 555518912 | 9,77             | Position    | Gebietsdaten |
| Baumberge                            | weitere Bilder | FFH-11                | 3445-304         | 555518840 | 42,53            | Position    | Gebietsdaten |
| Schlosspark Buch                     | weitere Bilder | FFH-12                | 3347-303         | 555518781 | 26,11            | Position    | Gebietsdaten |
| Fließwiese Ruhleben                  | weitere Bilder | FFH-13                | 3445-305         | 555518841 | 15,90            | Position    | Gebietsdaten |
| Fort Hahneberg                       | weitere Bilder | FFH-14                | 3444-308         | 555518837 | 10,00            | Position    | Gebietsdaten |
| Teufelsseemoor Köpenick              | weitere Bilder | FFH-15                | 3547-302         | 555518913 | 6,45             | Position    | Gebietsdaten |